# Krystian Walot
Krystian Marian Walot (ur. 5 maja 1956 w Bytomiu) – polski piłkarz, obrońca.
Był długoletnim piłkarzem Ruchu. W barwach tego klubu w 1979 został mistrzem Polski. W reprezentacji Polski wystąpił tylko raz, w rozegranym 23 września 1981 spotkaniu z Portugalią, które Polska przegrała 0:2.